# Ричард Чизмар
Ричард Чизмар (на английски: Richard Chizmar) е американски издател, собственик на Cemetery Dance Publications, редактор на списание Cemetery Dance и на антологии, филмов продуцент, журналист, сценарист и писател на произведения в жанра хорър, фентъзи и научна фантастика.

## Биография и творчество
Ричард Томас Чизмар е роден на 21 декември 1965 г. в Еджуд, Мериленд, САЩ. Следва журналистика в университета на Мериленд, където завършва през 1989 г.
Докато е в университета, през 1988 г. създава списание Cemetary Dance, където публикува хорър истории и трилъри, включително своите собствени. За дейността си начело на това списание през 1991 г. печели специална световна награда за фентъзи, а през 1998 г. печели наградата „Брам Стокър“ за специализирано издание. През 1992 г. основава издателската къща Cemetery Dance Publications, която по-специално публикува антологии с разкази на ужасите и ограничени издания на романи от писатели като Стивън Кинг, Дийн Кунц и Джо Р. Лансдейл. През 1999 г. печели още една специална световна награда за фентъзи за работата си като редактор.
През 2017 г. е съавтор на романа „Кутията на Гуенди“ със Стивън Кинг, който става бестселър, а през същата година е съавтор на романа „Мракът шепне“ с Брайън Джеймс Фрийман. Редактор е на повече от 35 антологии, а негови разкази са публикувани в различни списания.
Ричард Чизмар създава и продуцентската компания Chesapeake Films с Джонатан Шек и е съавтор на сценария с Шек за филма „Крайпътна къща 2“ (2006) и епизодите от телевизионния сериал Masters of Horror и Fear Itself. Адаптира за екранизации и продуцира произведения на много автори на бестселъри, включително Стивън Кинг, Питър Строб и Бентли Литъл.
Произведенията на писателя са преведени на 15 езика по света. Участва в многобройни конференции като лектор по творческо писане и почетен гост.
Ричард Чизмар живее със семейството си в Бел Еър, Мериленд.

## Произведения

### Самостоятелни романи
- Darkness Whispers (2017) – с Брайън Джеймс Фрийман[1][3]
Мракът шепне, изд.: ИК „Плеяда“, София (2019), прев. Елена Павлова
- The Girl on the Porch (2019)
- Memorials (2024)
Памет за мъртвите, изд.: ИК „Плеяда“, София (2025), прев. Сибин Майналовски

### Поредица „Трилогията за Гуенди“ (Gwendy's Button Box)
1. Gwendy's Button Box (2017) – със Стивън Кинг[1][2][3][4]
Кутията на Гуенди, изд.: ИК „Бард“, София (2017), изд.: ИК „Плеяда“, София (2023), прев. Крум Бъчваров
2. Gwendy's Magic Feather (2019)
Вълшебното перце на Гуенди, изд.: ИК „Плеяда“], София (2023), прев. Сибин Майналовски – в „Трилогията за Гуенди“
3. Gwendy's Final Task (2022) – със Стивън Кинг
Последната мисия на Гуенди, изд.: ИК „Плеяда“], София (2023), прев. Сибин Майналовски – в „Трилогията за Гуенди“

### Поредица „Бугимен“ (Boogeyman)
1. Chasing the Boogeyman (2021)[1][2][3]
2. Becoming the Boogeyman (2023)

### Участие в общи серии с други писатели
- Night Visions 10 (2001) в едноименната поредица[1]
- Tales from the Witching Hour (2016) в поредицата „Dark Hallows”

### Новели и разкази
- Dirty Coppers (2012) – с Ед Гормън[1][2][3]
- Devil's Night (2012)
- Brothers (2015) – с Ед Гормън
- Widow's Point (2018) – с Били Чизмар
Прокълнатият фар Уидоус Пойнт, изд.: ИК „Плеяда“, София (2018), прев. Весела Прошкова
- The Washingtonians (2018) – с Бентли Литъл и Джонатан Шейх
- Exquisite Corpse (2023) – с Пол Корнел, Мишел Гарза, Кристофър Голдън, Браян Кийн, Касандра Хау, Стивън Коженевски, Мелиса Лейсън, Ник Маматас, Пол Трембли и Алисей Уонг

### Сборници
- Midnight Promises (1996)[1][3]
- Monsters and Other Stories (1998)
- A Long December (2016)
- The Long Way Home (2018)

### Антологии на списанието

#### Поредица „Тръпки“ (Shivers)
1. Shivers (2002)[1][2]
2. Shivers II (2003)
3. Shivers III (2004)
4. Shivers IV (2006)
5. Shivers V (2008)
6. Shivers VI (2010)
7. Shivers VII (2013)
8. Shivers VIII (2019)

### Екранизации
- 2019 Widow's Point
- 2019 Trapped

## Филмография
като продуцент
- 2008 Peekers
- 2008 The Poker Club
- 2009 The Ugly File
- 2010 Slime City Massacre
- 2011 The Weeping Woman
- 2012 Posey
- 2015 Killer Rack
- 2017 The Naughty List
- 2017 Gone
- 2018 Murder House
- 2019 Widow's Point
- 2019 Trapped
- 2022 Guns of Eden
- 2023 Lake Effect